# PGC 1933768
LEDA/PGC 1933768 ist eine Galaxie im Sternbild Andromeda am Nordsternhimmel. Sie ist schätzungsweise 654 Millionen Lichtjahre von der Milchstraße entfernt und hat einen Durchmesser von etwa 175.000 Lichtjahren. Vom Sonnensystem aus entfernt sich das Objekt mit einer errechneten Radialgeschwindigkeit von näherungsweise 14.500 Kilometern pro Sekunde.

## Galaktisches Umfeld
| Nr. | Galaxie          | Alternativname            | Rek           | Dek           | Distanz/asec |
| --- | ---------------- | ------------------------- | ------------- | ------------- | ------------ |
| →   | LEDA/PGC 1933768 | NSA 126400                | 00h13m12.496s | +31d08m45.89s | 0            |
| 1   | NGC 39           | LEDA/PGC 852              | 00h12m18.86s  | +31d03m39.9s  | 753.71       |
| 2   | LEDA/PGC 1924587 | WISEA J001255.84+305621.7 | 00h12m55.842s | +30d56m21.89s | 774.21       |
| 3   | LEDA/PGC 1943513 | 2MASX J00130153+3121371   | 00h13m01.51s  | +31d21m37.2s  | 784.14       |
| 4   | LEDA/PGC 1934745 | 2MASX J00121138+3110060   | 00h12m11.40s  | +31d10m05.8s  | 787.06       |
| 5   | NGC 43           | LEDA/PGC 875              | 00h13m00.75s  | +30d54m55.0s  | 844.55       |